# 南亚裔英国人
南亚裔英国人是指自南亚，或是东南亚和非洲等地移民到英国的南亚裔群体。南亚裔自17世纪起移民来英，20世纪中叶迎来大规模移民潮。
里希·苏纳克于2022年至2024年担任英国首相，是英国首个南亚裔首相。

## 历史
自17世纪中叶起就有南亚裔移民来英。19世纪70年代年至20世纪50年代间，南亚裔在英国社会的各个领域都有影响，如少数族裔权利运动、战争和代表权等。20世纪中期，英国本土迎来一波南亚移民潮。

### 17世纪
随着英国东印度公司在印度次大陆的商业和殖民活动，这一时期的南亚裔通过水路入英，他们往往是仆人或是水手。在英国东印度公司首度招募船队航往亚洲时，就由四名南亚人应征担任水手，他们是葡印混血群体。英国东印度公司在17世纪曾雇佣数千名南亚拉斯卡水手、学者、工人，主要是孟加拉裔或南亚穆斯林。

### 18世纪
18世纪最早较多移民来英的南亚裔群体是东印度公司招募的民兵兼水手，称为“拉斯卡”（Lascar），主要来自孟加拉地区。许多这些水手是逃离职守或是遭船队遗弃而在英国本土定居。许多这些水手难以就业而露宿街头，在当时的报刊信件中常被形容为“悲惨的东西”（miserable objects），“在街头颤抖挨饿”。这些水手基本是男性，有一些拉斯卡水手和英国女子结婚，并皈依基督教圣公宗。大多数来英的南亚裔都是来游览或是暂居，数月或数年后返回印度。

### 19世纪
自1600年至1857年，约有20至40,000名南亚人移民来英，各个阶层皆有，但大部分是水手。在英国各大港口，都有南亚水手暂居，度过航行间歇，形成早期的穆斯林水手群体，他们主要居住在军营、教会慈善宿舍和旅舍。还有一支是船队的厨师群体，他们主要来自孟加拉的锡尔赫特。
早期留居在英国的南亚裔主要是混血群体和基督徒。穆斯林群体虽因文化隔阂而较难融入英国社会，但仍有人为了生计而选择融入英国习俗。早期南亚裔移民的代表人物是迪恩·穆罕默德，他是来自巴特那的一位孟加拉裔军人，为英国东印度公司军队的上尉，他将印度菜和阿育吠陀式洗头引入欧洲。
19世纪时，许多拉斯卡水手生活困窘，且得到公众关注，于是东印度公司亦作出举措为其开辟居所，但欠缺维护、质量低劣。1814年，亚洲水手保护协会（Society for the Protection of Asiatic Sailors）成立，亦曾接到有关拉斯卡水手遭虐待的举报。
1842年，英國海外傳道會发布报告“伦敦拉斯卡的状况”，以严峻字眼形容之。其记载在1850年冬天，有40名印度裔男子在伦敦街头饥寒交迫而死。福音派基督徒获悉后，倡议设立慈善之家，并筹款一万五千英镑援助拉斯卡人。1856年，亚洲人、非洲人和南洋岛民陌生人之家（Strangers' Home for Asiatics, Africans and South Sea Islanders）正式成立，位置在萊姆豪斯的商业路。

#### 20世纪
据估计，在20世纪50年代之前，英国本土共有8千名印度裔人口，大部分是在港口城市，为拉斯卡水手的后代，就业率相对较低，待遇也较差，多数人不会在英永居。伦敦港务局曾在20世纪30年代刊文介绍之，称拉斯卡水手是“常在码头来往的海员，虽然在东区显得格格不入，但可以很好自理，知道如何购买想要的物品”。
1932年，印度国民大会党调查海外印度侨民人口，估计在英国有7,128名印度裔人口。自1800年至1945年，估计共有2万名南亚裔移民来英。
在二战战后，开始有更大规模移民赴英，主要是来自旁遮普地区、巴基斯坦的米尔布尔和孟加拉国的錫爾赫特。1962年，英国议会出台英联邦移民法案，旨在控制及限制此类移民。

## 人口
根据2021年至2022年估测，英国共有约500万南亚裔人口，占英国总人口的7.5%。根据2021年英国人口普查，英国的印度裔人口为1,927,150（2.9%），巴基斯坦裔人口为1,662,286（2.5%），孟加拉裔人口为651,834（1.0%），另有逾70万为南亚余下国家或海外南亚侨民的后裔。
南亚裔英国人内部又分为诸多族群，BBC常以南亚裔群体（South Asian groups）、南亚裔族群（South Asian ethnic groups）指称之。
以下表格列出2021年英国人口普查中，出生地登记在南亚的人口数目，因而不包括出生在英国的南亚裔人口。
| 国家或地区 | 英格兰 · （2021） | 苏格兰 · （2022） | · （2021） | 北爱尔兰 （2021） | 英国 · （2021/22） |
| ---------- | ----------------- | ----------------- | ---------- | ----------------- | ------------------ |
| 印度       | 906,962           | 37,729            | 13,399     | 6,910             | 965,000            |
| 巴基斯坦   | 616,454           | 28,891            | 7,103      | 1,235             | 653,683            |
|            | 266,290           | 4,063             | 6,752      | 629               | 277,734            |
| 斯里蘭卡   | 141,861           | 8,722             | 2,435      | 192               | –                  |
| 阿富汗     | 84,877            | 8,722             | 816        | 73                | –                  |
| 尼泊尔     | 77,349            | 8,722             | 1,271      | 270               | –                  |
| 其他       | 1,117             | 8,722             | 36         | –                 | –                  |
| 总计       | 2,094,910         | 78,249            | 31,812     | 9,309             | 2,214,280          |